# José de Nebra
José Melchor Baltasar Gaspar Nebra Blasco (Calatayud, bautizo el 6 de enero de 1702-Madrid, 11 de julio de 1768) fue un compositor español, perteneciente al periodo del Barroco.

## Biografía
Hijo de José Antonio Nebra Mezquita (1672-1748), organista de la catedral de Cuenca y maestro de los Infantes de Coro entre 1711 y 1719, recibió lecciones de música de su padre. Sus hermanos también se dedicaron a la música: Francisco Javier Nebra Blasco (1705-1741) fue organista en La Seo, en Zaragoza, y Joaquín Ignacio Nebra Blasco (1709-1782) fue igualmente organista de La Seo hasta su muerte, tras el traslado de su hermano a Cuenca en 1729. Era también tío del organista y compositor Manuel Blasco de Nebra, de quien fue además maestro de composición.
Nebra se convierte hacia 1719 en organista del Monasterio de las Descalzas Reales en Madrid, siendo maestro de capilla José de San Juan. Hacia 1723 comienza a componer música escénica que vende en los teatros de Madrid. En 1724 Nebra es nombrado segundo organista de la Capilla Real, pero tras la muerte de Luis I y la vuelta al trono de Felipe V, pasa a ser supernumerario. En 1751 se convierte en vicemaestro de la Capilla Real. A partir de 1761 fue maestro de clavicémbalo del infante Gabriel de Borbón.
Tras el incendio del Real Alcázar de Madrid en 1734, en el que desapareció por completo la colección de música sacra de la Capilla Real, contribuirá, junto a José de Torres y Antonio de Literes, a la tarea de recomposición de la biblioteca musical de la capilla. Se convertirá en responsable del Archivo de Música de la Capilla Real, cuyo patrimonio se aumentará no solo con la obra de Torres, Nebra o Literes, sino que se adquirirán obras de Francesco Corselli, Maestro de la Capilla Real en la época, Felipe Falconi, Alessandro Scarlatti, Leo, Sarro, Farantino, etc.

## Obra
De Nebra se han conservado más de ciento setenta obras litúrgicas: misas, salmos, letanías y un Stabat Mater en el Archivo Real; compuso varias decenas de cantadas de las que solo se conservan una pequeña parte, más de una decena de villancicos y alrededor de treinta obras de teclado (órgano y clave), aunque la investigación en distintos archivos sigue descubriendo partituras de José de Nebra.
Entre lo más destacado de su obra, cabe citar un Réquiem por la muerte de la reina Bárbara de Braganza y su obra escénica, pues escribió unas veinte zarzuelas, entre las que están Iphigenia en Tracia y Viento es la dicha de amor. En Madrid, residió en la calle de la Bolsa. Una placa recuerda el lugar donde vivió. 

### Óperas
- Amor aumenta el valor (1.er acto), 1728
- Venus y Adonis, 1729
- Más gloria es triunfar de sí. Adriano en Siria, 1737
- No todo indicio es verdad y Alexandro en Asia, 1744
- Antes que zelos y amor, la piedad llama al valor y Achiles en Troya, 1747

### Zarzuelas
- Las proezas de Esplandián y el valor deshace encantos, 1729
- Amor, ventura y valor logran el triunfo mayor, 1739
- El galapaguito, 1740
- El reloj de San Fermín, 1740
- Viento es la dicha de amor, 1743
- Donde hay violencia, no hay culpa, 1744
- Vendado es amor, no es ciego, 1744
- Cautelas contra cautelas y el rapto de Ganimedes, 1745
- La colonia de Diana, 1745
- Para obsequio a la deydad, nunca es culto la crueldad. Iphigenia en Tracia, 1747
- No hay perjurio sin castigo, 1747
- Iphigenia en Tracia, 1747

### Autos sacramentales
- La divina Filotea
- El diablo mudo

### Ediciones
- Álvarez Martínez, María Salud (1995). Amor aumenta el valor. Melodrama. Zaragoza: Institución Fernando el Católico. ISBN 978-84-7820-317-8.
- Álvarez Martínez, María Salud (1997). Para obsequio a la Deydad, nunca es culto la crueldad, y Iphigenia en Tracia. Zarzuela. Zaragoza: Institución Fernando el Católico. ISBN 978-84-7820-364-2.
- Álvarez Martínez, María Salud (1999). Vendado es amor, no es ciego. Zarzuela. Zaragoza: Institución Fernando el Católico. ISBN 978-84-7820-510-3.
- Álvarez Martínez, María Salud (2004). Donde hay violencia, no hay culpa. Zarzuela. Zaragoza: Institución Fernando el Católico.
- Leza, José Máximo (2009). Viento es la dicha de amor. Zarzuela en dos jornadas. Madrid: Instituto Complutense de Ciencias Musicales. ISBN 979-0-69219-044-8.
- Álvarez Martínez, María Salud (2011). Viento es la dicha de amor. Zarzuela. Zaragoza: Institución Fernando el Católico. ISBN 979-0-801219-22-0.
- González Marín, Luis Antonio (2011). Amor aumenta el valor. Ópera. Madrid: Instituto Complutense de Ciencias Musicales. ISBN 979-0-69219-010-3.
- 2020 - Vendado es Amor, no es ciego (zarzuela). Los elementos, dir.Alberto Miguélez Rouco. Glossa.

### Discografía
- 1996 - Viento es la Dicha de Amor. Auvidis France.
- 2001 -  Miserere. Al Ayre Español.  Deutsche Harmonia Mundi.
- 2005 - La Cantada Española en América. Al Ayre Español. Harmonia Mundi Ibérica 987064
- 2006 -  Arias de Zarzuelas. Al Ayre Español dir. Eduardo López Banzo. Harmonia Mundi.
- 2006 - Miserere. Los Músicos de su Alteza, dir. Luis Antonio González. Música Antigua Aranjuez Ediciones
- 2011 -  Cantatas. Esta Dulzura Amable. Al Ayre Español dir. Eduardo López Banzo. Challenge Classics.
- 2011 -  Iphigenia en Tracia. El Concierto Español, dir. Emilio Moreno. Glossa.
- 2011 - José de Nebra. Amor aumenta el valor. Los Músicos de su Alteza, dir. Luis Antonio González. Alpha/Alpha Productions
- 2018 - Música para tecla en tiempos de José de Nebra. Carlos Paterson. Warner Music Spain
- 2020 - Vendado es Amor, no es ciego. Los Elementos, dir. Alberto Miguélez Rouco. Glossa
- 2021 - Cantadas de José de Nebra y Francisco Corselli. Los Elementos, Alberto Miguélez Rouco. Pan Classics
- 2022 - Donde hay violencia, no hay culpa. Los Elementos, dir. Alberto Miguélez Rouco. Glossa
- 2025 - Venus y Adonis. Los Elementos, dir. Alberto Miguélez Rouco. Aparté